# Serguéi Sytin
Serguéi Sytin (en ruso: Серге́й Вале́рьевич Сы́тин, en ucraniano: Сергій Валерійович Ситін; Avdiivka, URSS, 19 de julio de 1982) es un futbolista ucraniano, jugador de fútbol sala. Juega como delantero en el Dina Moscú, y en la Selección Ucraniana de fútbol sala.

## Biografía
Sytin se entrenó en una escuela deportiva juvenil Shakhtar en Donetsk. Su carrera en fútbol sala se empezó en los clubes de Donetsk Telekom y Shakhtar. En el último ganó cuatro campeonatos y dos Copas de Ucrania. En la temporada 2006-07 llegó a ser el máximo goleador del Campeonato Ucraniano, y de la Copa de la UEFA de fútbol sala, después de que se trasladó a un club de la Super Liga Rusa, el Spartak Shelkovo. Dos temporadas después, cuando el club de Shelkovo salió de la Super Liga por los problemas financieros, Sytin firmó el contrato con el Dina Moscú. 
Ha participado en tres Campeonatos europeos (2003, 2005, 2007) y un Campeonato mundial (2004), jugando en la Selección Ucraniana. En el Campeonato europeo de 2003 ganó la plata.

## Clubes
| Club             | País    | Año       |
| ---------------- | ------- | --------- |
| Telekom          | Ucrania | 1999-2001 |
| Shakhtar         | Ucrania | 2002-2007 |
| Spartak Shelkovo | Rusia   | 2007-2009 |
| Dina Moscú       | Rusia   | 2012-     |

## Palmarés
•	Campeón ucraniano de fútbol sala (4): 2002, 2004, 2005, 2006
•	Copa de Ucrania de fútbol sala (3): 2003, 2004, 2006
•	Plata en el Campeonato europeo de fútbol sala (1):2003
•	Campeón de Rusia de fútbol sala (1): 2014